# Żywe kamienie (powieść)
Żywe kamienie – powieść Wacława Berenta wydana w 1918.
Powieść składa się z 4 części. Jej akcja dzieje się w późnym średniowieczu na przełomie XIII i XIV wieku. Tło historyczne służy do stworzenia opowieści o artyście, roli sztuki i jej posłannictwie. Powieść, utrzymana w stylistyce młodopolskiej i modernistycznej, częściowo napisana była jeszcze przed I wojną światową.